# Драгица Калдараш
Драгица Калдараш (Вршац, 5. фебруар 1958) ромска је песникиња, чланица Удружења књижевника Србије.
Рођена је 5. фебруара 1958. године у Вршцу. Завршила је први степен Педагошке академије „Жива Јовановић”. Једно време радила је као наставник ромског језика са елементима националне културе у три градске основне школе, а касније је припремала и водила емисију „Романо ило” (Ромско срце) на радио ВАП-у. Данас је пензионер и оснивач Kултурно просветног друштва Рома „Сунце-Kхам” у Вршцу, које негује културу ромског народа.
Драгичину поезију карактерише ромски живот и судбина ромског народа. Друго издање збирке песама „Халејева комета” победило је на међународном књижевном конкурсу „Амико Ром” (Пријатељи Рома) у Ланчијану у Италији. Прва Драгицина објављена књига преведена је у антологији ромских писаца света у Америци. Драгица је један од оснивача Матице ромске у Новом Саду 1995. године.

## Објављене збирке песама
- E Halejski kometa - Халејева комета (2004)
- E ćirešin ande lulugi - Трешња у цвету (2005)[3]
- Gelja e bejacenge - Песме за децу (2006)[4]
- Традиционалне песме Рома из Вршца и околине (2007)
- Избор поезије из њених збирки песама „Трешња у цвету” и „Песме за децу” (2018)[5][6]